# Асунсьон, Антонио
Антонио Асунсьон Эрнандес (исп. Antoni Asunción Hernández; 12 июля 1852, Манисес, Испания — 5 марта 2016, Валенсия, Испания) — испанский государственный деятель, министр внутренних дел Испании (1993—1994).

## Биография
Окончил Университет Валенсии.
Начал свою политическую карьеру в 1970-х гг. как мэр муниципалитета Манисес. В 1983 г. он становится председателем провинциального совета Валенсии, где применил свои идеи по оптимизации и повышению эффективности бюджетных расходов. Предложенный им долгосрочный план работ и услуг был взят за образец для остальных провинциальных советов Испании.
В 1988 г. он был назначен генеральным директором пенитенциарных учреждений (впоследствии преобразован в Генеральный секретариат и, наконец, в Государственный секретариат). На этом посту осуществил политику повышения эффективности работы системы, создал план по амортизации и созданию пенитенциарных центров и государственное учреждения инфраструктур и тюремного оборудования, что позволило финансировать развитие учреждений путем продажи устаревшего имущества. Также включил учреждения пенитенциарной системы в план борьбы с терроризмом (представителями ЭТА) посредством разработки и осуществления политики размещения и распределения заключенных.
В 1993—1996 гг. — член Конгресса депутатов от Валенсии.
В 1993—1994 гг. — министр внутренних дел Испании. Ушел с должности в связи со скандалом вокруг Луиса Ролдана, бывшего директора гражданской гвардии, который был обвинен в коррупции. Министр обещал провести тщательное расследование и указывал, что обвиняемый чиновник не сможет покинуть пределы страны. Когда же это произошло, то он заявил об отставке с поста министра, однако премьер-министр Фелипе Гонсалес ее не принял. В ответ Асунсьон просто перестал приходить на работу.
В 1999 г. он был представлен в качестве кандидата на пост председателя правительства Валенсии, возглавив список ИСРП. После неудачи на выборах решил уйти из политической жизни и перешел в бизнес, где разработал инновационный проект по аквакультуре.
В сентябре 2010 г. хотел баллотироваться на первичных выборах в ИСРП, чтобы быть кандидатом на пост президента правительства Валенсии. Однако часть подписей, которые он представил для одобрения его кандидатуры, была отклонена Комиссией по гарантиям ИСРП. В 2011 г. его членство в партии было приостановлено, поскольку он обвинил ее руководство в махинациях при составлении регионального списка. В октябре 2013 г. он вместе с Альбертом Риверой и Хуаном Карлосом Хираутой создал партию «Гражданская платформа».
В июне 2015 г. ему было предъявлено обвинение в мошеннической бухгалтерии и незаконном переводе денег при продаже его доли в компании Acuigroup Maremar в Банк Валенсии.
Был двоюродным братом актера Хосе Санчо.